# Lomben (Överkalix socken, Norrbotten, 738942-181485)
Lomben är en sjö i Överkalix kommun i Norrbotten och ingår i Kalixälvens huvudavrinningsområde. Lomben ligger i Torne och Kalix älvsystem Natura 2000-område.